# The Forgotten City
The Forgotten City, übersetzt „die vergessene Stadt“, ist ein Computerspiel, das von Modern Storyteller entwickelt und am 28. Juli 2021 für Windows, PlayStation 4 und 5, Xbox One und Xbox Series X/S veröffentlicht wurde. Das Mystery-Adventure ist die Standalone-Umsetzung eines gleichnamigen Skyrim-Mods von 2015.
Als Skyrim-Mod wurde das Spiel über drei Millionen Mal heruntergeladen und gewann 2016 den australischen Writers’ Guild Award. Im Vergleich dazu bietet das Standalone-Computerspiel professionelles Voice Acting auf Englisch, eine neue Spielmechanik, einen orchestralen Soundtrack sowie ein überarbeitetes und erweitertes Skript.

## Handlung
Die Geschichte beginnt an einem Flussufer des Tibers, wo der Spieler von einer Figur namens Karen aus dem Wasser gerettet wird. Wie es dazu kam, daran fehlt dem Spieler jegliche Erinnerung. Karen habe dort mit ihrem Partner Al eine römische Ruine in der Nähe untersucht, mache sich aber Sorgen, weil Al nicht mehr aufgetaucht wäre. Sie bittet daraufhin den Spieler, nach ihm zu suchen.
In den Ruinen finden sich rasch Anzeichen, in welche Richtung Al gegangen sein muss. Ihm folgend stolpert man schließlich durch ein Zeitportal und landet in einer Stadt aus der Zeit des römischen Reiches, in der neben Römern aus dem ersten Jahrhundert auch Griechen, Ägypter sowie einige wenige frühe Christen leben. Trotz der kulturellen Unterschiede leben alle Bewohner in Frieden miteinander, und man erfährt, dass es nur eine einzige Regel gibt – die „goldene Regel“. Diese besagt, dass alle dort lebenden Menschen sterben müssten, wenn auch nur ein Einziger ein Verbrechen beginge. Das wirft einige ethische Fragen auf, die auch mit den Bewohnern der mysteriösen Stadt diskutiert werden können: Handelt es sich hierbei um ein Utopia, wo alle friedlich zusammen leben können? Oder ist das Fehlen von Verbrechen in der Stadt und der Frieden unter ihren Bewohnern nur dadurch möglich, dass er durch die goldene Regel erzwungen wird? Was zählt überhaupt als ein Verbrechen, dass diese grausame Konsequenz zur Folge hätte? Kann es Freiheit sein, in ständiger Angst leben zu müssen, dass eine einzige Unachtsamkeit, eine einzige falsche Tat – von einem selbst oder Mitmenschen – als Verbrechen gewertet wird und zur kollektiven Bestrafung aller führt?
Für den Spieler von The Forgotten City ist es das Ziel, einen Weg zurück zu finden. Doch wegen der goldenen Regel hätte jede Tat, die diese bricht, für alle Bewohner der Stadt den Tod als Konsequenz. Es liegt daher viel daran, herausfinden, was es mit diesem Ort auf sich hat. Woher kam das Zeitportal, und ist es ein möglicher Weg zurück? Welche anderen Wege gibt es, und würde eine Übertretung, um diese zu erreichen, als Verbrechen gelten? Und wer steckt überhaupt hinter der goldenen Regel, wenn diese denn tatsächlich existiert?

## Rezeption
Das Spiel wurde 2021 für seine Dialoge und Charaktere gelobt. 4Players attestiert dem Spiel 2021: „Faszinierendes Zeitschleifen-Abenteuer, das spielmechanisch super funktioniert, großartig erzählt ist und moralische Fragen aufwirft.“